# East Ferry
East Ferry est une paroisse civile et un village du Lincolnshire, en Angleterre.